# Psoy Korolenko
Ne doit pas être confondu avec Vladimir Korolenko.
Psoy Galaktionovitch Korolenko (en russe : Псой Галактионович Короленко) est le pseudonyme d'un auteur-compositeur et interprète russe dont le vrai nom est Pavel Eduardovich Lion (en russe : Павел Эдуардович Лион). Pavel Lion est également slaviste et titulaire d'un doctorat en littérature russe.

## Carrière musicale
Son pseudonyme provient du nom de l'écrivain russe Vladimir Korolenko (1853–1921), dont les œuvres font l'objet des recherches de Pavel. 
Psoy interprète ses propres chansons comme celles d'autres artistes, s'accompagnant d'instruments à clavier, principalement un synthétiseur Casio au timbre d'accordéon. Expérimentant des traditions de chansons très diverses, il chante dans six ou sept langues, le plus souvent en russe, en yiddish, en anglais et en français.
Par exemple, l'une des chansons de Psoy, Buratino, est une récitation rythmique a capella de la même phrase – « Buratino byl tupoy » (« Buratino (en) était muet ») – qui, après plusieurs répétitions, commence à se transformer en d'autres phrases, pour finalement passer à l'italien par réarrangement des syllabes. D'autres phrases sont ensuite introduites et « mixées » vocalement entre elles. La chanson est en quelque sorte une parodie de rap et de musique trance.
Psoy effectue de nombreuses tournées au-delà des frontières russes, notamment aux États-Unis, en Europe et en Israël. Sa musique est populaire aussi bien auprès des adultes (surtout des linguistes) que des adolescents. Il réécrit de nombreuses chansons et a également traduit certaines chansons du russe au yiddish. Il a collaboré avec des musiciens tels que Julian Kytasty (en), Michael Alpert (en) et Daniel Kahn & The Painted Bird. Il a participé à des événements célébrant les organisations bundistes, comme par exemple en jouant de la musique pour le 120e anniversaire du jewish Labour Bund (en) à Melbourne, en Australie.

## Discographie
De très nombreux albums, dont :
- Yiddish Glory, divers artistes, Six Degrees Records, 2018, nommé aux Grammy Awards.